# Sala Clementina
A Sala Clementina é uma das salas do Palácio Apostólico, ao lado da Basílica de São Pedro, na Cidade do Vaticano. Foi construída no século XVI, a pedido do Papa Clemente VIII em homenagem ao Papa Clemente I, o terceiro sucessor de São Pedro na Sé de Roma.

A Sala Clementina é coberta com afrescos renascentistas e várias obras de arte de considerável importância. A sala é usada pelo papa como sala de audiência para delegações de particular importância, como o corpo diplomático credenciado na Santa Sé, o colégio de cardeais, as várias conferências episcopais. Na Sala Clementina, o corpo do papa também é exposto após a morte, para que os membros da cúria e das delegações estrangeiras possam prestar homenagem a ele antes que ele seja transferido para a Basílica de São Pedro.

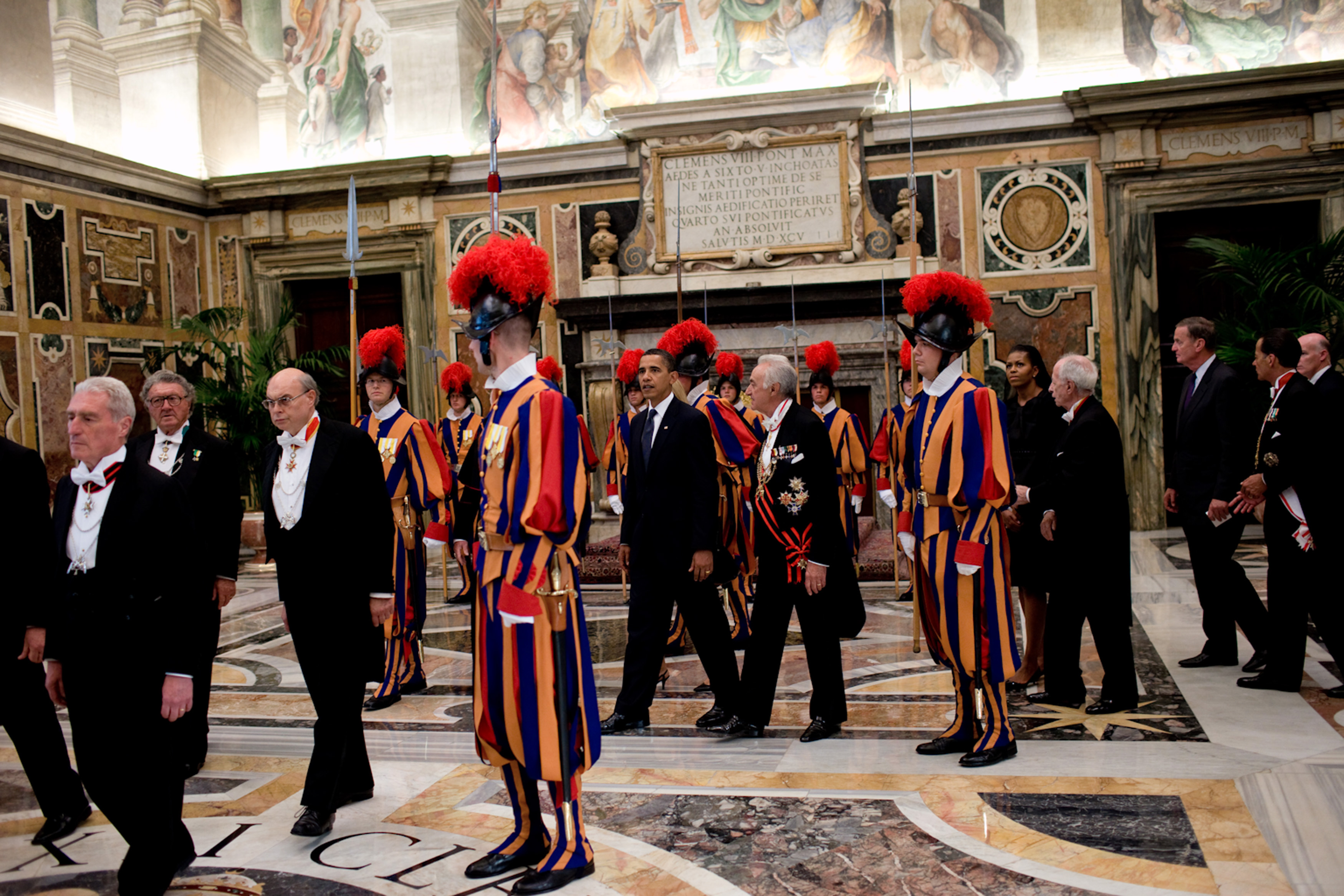
O presidente dos EUA, Barack Obama, acompanhou a Sala Clementina após seu encontro com o Papa Bento XVI

## Afrescos
Acima das portas principais que permitem o acesso à sala está o afresco intitulado Martírio de São Clemente pelo pintor flamengo Paul Bril. Na parede oposta, estão os afrescos do batismo de São Clemente , dos pintores italianos Cherubino Alberti e Baldassare Croce , e uma alegoria de arte e ciência de Giovanni e Cherubino Alberti. Os frisos nas paredes laterais retratam as alegorias das virtudes cardeais de Alberti e Croce e, na parede oposta, das virtudes teológicas dos próprios artistas. O teto é pintado Apoteose de São Clemente por Giovanni Alberti .